# Diasemia disjectalis
Diasemia disjectalis is een vlinder uit de familie van de grasmotten (Crambidae), uit de onderfamilie van de Spilomelinae. De wetenschappelijke naam van deze soort is voor het eerst voorgesteld als Pyralis disjectalis door Philipp Christoph Zeller in een publicatie uit 1852.
De soort komt voor in Zambia en Zuid-Afrika.